# Смятение чувств (новелла)
«Смятение чувств, из записок старого человека» (нем. Verwirrung der Gefühle) — новелла австрийского писателя Стефана Цвейга. Вошла в сборник новелл «Смятение чувств» (1927).
В России наиболее известен перевод этой новеллы, сделанный П. С. Бернштейн, существует также перевод, выполненный Е. А. Богатырёвой (Еленой Суриц).

## Сюжет
Повествование ведётся от лица шестидесятилетнего профессора филологии (по ходу новеллы несколько раз упоминается его имя — Роланд), получившего к юбилею полный сборник своих научных трудов. Читая предисловие к сборнику, профессор поражается тому, насколько однобоко в нём представлен его curriculum vitae (жизненный путь). Он говорит по этому поводу:
«Неужели это была моя жизнь, неужели в самом деле с первого часа до нынешнего она тянулась покойными нитями какого-то целесообразного серпантина, как представил её биограф на основании бумажного материала? <…> Так, посвятив всю свою жизнь изображению людей и попыткам установить содержание их духовного мира на основании их творчества, я убедился на собственных переживаниях, каким непроницаемым в жизни каждого человека остаётся его настоящее ядро — творческая клетка, из которой всё произрастает. Мы переживаем мириады секунд, но только одна из них, одна единственная, приводит в движение весь наш внутренний мир — та секунда
(Стендаль её описал), когда уже насыщенный всеми соками цветок в мгновение ока кристаллизуется, магическая секунда, подобная мгновению зачатия и, подобно ему, скрытая в теплоте нашего тела, — невидимая, неосязаемая, неощутимая, — совершенно своеобразно пережитая тайна.»
Эти размышления побуждают профессора рассказать о тех обстоятельствах и том человеке, которые повлияли на его дальнейшую жизнь сильнее, чем кто бы и что бы то ни было. (Цвейгу-новеллисту вообще очень свойственно посвящать повествование забытым людям, игравшим большую роль в жизни описываемых им героев — людям, как ясно из сюжетов, выдающимся, но не снискавшим той славы, какой они по-настоящему заслуживали).
Условный автор (профессор) возвращается на сорок с лишним лет назад, когда он, сын школьного ректора в маленьком северо-германском городе, по окончании школы поступил в один из берлинских университетов изучать английскую филологию. Воздух Берлина опьянил 19-летнего юношу, и вместо того, чтобы учиться, он пустился во все тяжкие:
«С утра до ночи я сновал по улицам, ездил к озерам, проникал во все его тайники; словно одержимый бесом, вместо того, чтобы отдаться занятиям, я с головой окунулся в жизнь, полную приключений. <…> Порою мне кажется, что никогда ни один молодой человек не проводил время бессмысленнее, чем я в те месяцы. Я не брал в руки книг; уверен, что не произнес ни одного разумного слова, не имел ни одной здравой мысли в голове; инстинктивно я избегал всякого культурного общества, чтобы как можно сильнее ощутить своим пробудившимся телом едкость запретного до тех пор плода.»
Это dolce far niente (сладкое ничегонеделание) заканчивается внезапно: отец главного героя, командированный на один день в Берлин на съезд ректоров, наносит сыну неожиданный визит. Увидев, что Роланд в течение нескольких месяцев почти не посещал университет, он спрашивает сына, что тот намерен делать дальше. Пристыжённый и смущённый, Роланд соглашается уехать на учёбу в маленький город в Средней Германии.
В городке, где герой оказывается, он с такой же страстью, с какой до того отдавался развлечениям, погружается в напряжённую учёбу. Его рвению заниматься наукой способствует не только чувство стыда перед отцом, но и то вдохновение, с которым преподносит английскую литературу (Шекспир, Марлоу, Бэкон, другие авторы, которых относят к елизаветинскому «золотому веку») пожилой профессор университета (Цвейг условно обозначает его NN). С профессором Роланд знакомится уже в первый день, и тот проникается симпатией к юноше настолько, что предлагает ему поселиться в маленькой комнате, сдаваемой внаём в его доме. Роланд с радостью соглашается. С этого момента разворачивается основное действие новеллы.
Первое время Роланд учится так усердно, что почти не выходит из дома. Но довольно скоро наступает переутомление, и он выходит в город, чтобы как-то развеяться. Он гуляет, осматривает окрестности. Затем, плавая в озере, он неожиданно обращает внимание на молодую женщину. Тут в нём пробуждаются воспоминания о берлинских приключениях, и сперва он пытается угнаться за женщиной вплавь, а потом настигает её на пути от озера. Глупые шутки и попытки пригласить женщину на свидание резко обрываются, когда они вместе подходят к знакомому дому и обнаруживается, что она — жена профессора NN. Роланд обуреваем сильным чувством стыда, он злится на себя за то, что сразу не узнал эту женщину, и боится, что о случившемся узнает профессор, ставший ему почти другом.
Но жена профессора не выдаёт Роланда мужу.
С тех пор герой не может не обращать внимание на жизнь профессора и его супруги. Тем более, что есть над чем задуматься: NN и его жена вежливы друг с другом, но держатся уж очень формально — до такой степени, что возникает ощущение, будто они дают друг другу полную свободу действий. Но и это не всё: время от времени профессор без предупреждений и объяснений куда-то исчезает из города на несколько дней, чтобы потом так же неожиданно появиться. Юношу, чувствующего всё большую привязанность к профессору, мучает эта тайна, однако разгадать её он не в силах.
Однажды он всё же добивается от профессора некоторой откровенности: он спрашивает его, почему так и не вышла в свет его книга о возникновении и истории театра «Глобус» (о том, что такая книга должна была выйти, Роланд узнал раньше, в поиске сочинений своего учителя в местной библиотеке). NN отвечает, что считает себя более неспособным создать такой труд:
«Теперь я могу только говорить: только слово иногда еще окрыляет меня, возносит меня над самим собой. Но спокойно сидеть и работать, всегда наедине с собой, с одним собой — это мне уже не удается».
Чувствуя, что у него появилась возможность как-то помочь профессору, стать ещё ближе к нему, Роланд буквально умоляет NN начать надиктовывать ему, своему ученику, текст будущей книги. Профессор, недолго подумав, соглашается: «Молодость всегда права. Умно поступает тот, кто ей покоряется.»
Профессор начинает ежевечерне надиктовывать Роланду фрагменты будущей книги. Роланд же погружается в работу настолько, что вновь близок к переутомлению. Но в конечном счёте и это не приносит ему душевного успокоения, поскольку он не может понять резких перемен в настроении профессора, то выказывающего ему добрые, почти нежные чувства, то тут же — сразу вслед за этим — резко отталкивающего его от себя.
Когда первая часть труда окончена, профессор сердечно благодарит Роланда и намеревается распить вместе с ним бутылку вина: «Проведём этот час, как братья». Он также намеревается рассказать Роланду о своей юности. Но внезапно Роланд замечает, что под дверью стоит жена профессора и подслушивает, явно не собираясь уходить. Чувствуя сильное замешательство, он отказывается от разговора с профессором и уходит в свою комнату, где проводит тяжёлую, почти бессонную ночь. Сам профессор после этого приходит среди ночи к нему в комнату и, сбиваясь, говорит оскорбительные для Роланда вещи — в том духе, что между учеником и учителем должна быть дистанция и негоже им быть на «ты».
Наутро измученный Роланд узнаёт, что профессор снова куда-то уехал. Непроизвольно он изливает всю свою боль, все свои эмоции его жене, которая, на его удивление, очень хорошо их понимает и иногда даже предчувствует. Женщина жалеет Роланда, она предлагает ему отправиться на прогулку на озеро вместе с их знакомыми. Постепенно такое духовное сближение между Роландом и женой его учителя приводит к тому, что они сближаются и телесно. Их объединяет общее чувство — обиды на NN, и Роланд потом со стыдом вспоминает их разговор о нём:
«Зачем я не запретил ей говорить мне о том, что годами он избегал физической близости с нею, и делать какие-то смутные намеки? Зачем не прервал её властным словом, когда она выдавала мне самую интимную его тайну?»
Через несколько дней профессор возвращается. Мучимый теперь ещё и изменой своему учителю с его собственной женой, Роланд к этому моменту твёрдо решает уехать и собирает все вещи. Профессора расстраивает это намерение его ученика, но потом он говорит: «Да, наверное, так лучше… для тебя и для всех» — и приглашает Роланда вечером побеседовать с ним, в последний раз.
Последняя беседа с учителем переворачивает весь внутренний мир юноши: учитель рассказывает ему о своей любви к нему, о том, как боролись в нём два чувства — духовной любви к своему ученику и телесного влечения, которое он с трудом подавлял. Рассказывает профессор и о прошлой своей жизни: как он в юности искал выхода для своей гомосексуальной страсти, но такая возможность у него появлялась лишь с посетителями «пивных, недоверчивая дверь которых открывается только перед условной улыбкой»… Нередко дело заканчивалось тем, что профессора, «раба своей страсти», грабили, шантажировали, в конечном же счёте полиция занесла его в свой «особый список», а о его «инаколюбии» стало известно всему его городку…
И как трудно было ему работать как раз там, где ему по роду деятельности приходилось много общаться с юношами — своими студентами:
«Какое искушение — постоянно видеть вокруг себя цвет юности — эфебов невидимого гимназиума в мире прусских параграфов».
(Это, вероятно, намёк на Параграф 175 — статью в уголовном кодексе Германии, существовавшую с 15 мая 1871 года до 11 июня 1994 (в ГДР — до 1968), в соответствии с которой подвергались наказанию действия сексуального характера между лицами мужского пола).
В какой-то момент профессор попытался преодолеть свою гомосексуальность и даже женился, но в конце концов природа всё равно взяла верх. Все уже знали о его особенности и презирали, именно этим объяснялась стена отчуждения между ним и окружавшим его обществом.
На прощание NN целует своего ученика — единственный раз, и это был такой поцелуй, который, по словам самого рассказчика, «не дарила мне ни одна женщина, — жгучий и полный отчаяния, как предсмертный стон».
После этого Роланд с тяжестью в сердце покидает дом профессора и его жены, чтобы больше никогда не увидеть ни своего любимого учителя, ни его — так и оставшийся незавершённым — труд.

## Экранизации
В 1979 году бельгийский режиссёр Этьен Перье поставил по новелле фильм, главные роли в котором исполнили Мишель Пикколи и Пьер Мале. Это единственная известная на сегодняшний день экранизация новеллы.